# Trasportato per ferrovia
Accusato ingiustamente (Railroaded!, erroneamente tradotto nel DVD italiano con il titolo "Trasportato per ferrovia") è un film del 1947 diretto da Anthony Mann.
È un film poliziesco a sfondo drammatico e noir statunitense con John Ireland, Sheila Ryan e Hugh Beaumont.

## Produzione
Il film, diretto da Anthony Mann su una sceneggiatura di John C. Higgins con il soggetto di Gertrude Walker, fu prodotto da Charles Reisner per la Producers Releasing Corporation e girato da fine aprile all'inizio di maggio 1947. Il titolo di lavorazione fu Tomorrow You Die.

## Distribuzione
Il film fu distribuito con il titolo Railroaded! negli Stati Uniti dal 25 settembre 1947 dalla Eagle-Lion Films. È stato poi redistribuito in TV con il titolo Uncertain Guilt.
Altre distribuzioni:
- in Germania Ovest il 21 ottobre 1988 (in TV) (Der parfümierte Killer)
- in Spagna (El último disparo)
- in Italia (Trasportato per ferrovia)

## Critica
Secondo Leonard Maltin il film è un "film noir a basso budget".

## Promozione
Le tagline sono:
- "The face of danger was the face of the man she loved! ".
- "Tormented by an unknown fear. Haunted by an unknown enemy. ".